# 1052
1052 (MLII) je bilo prestopno leto, ki se je po julijanskem koledarju začelo na sredo.

## Dogodki
- Angleški kralj Edvard Spoznavalec dovoli vrnitev iz pregnanstva Godwinu Wesseškemu. Kmalu po vrnitvi  Godwin umre na kraljevskem banketu, domnevno zaradi kapi. 1053 ↔
- Pisa osvoji Korziko.
- Bizantinci se po nedavnih porazih proti Normanom v južni Italiji po pomoč obrnejo na papeža Leona IX., ki se tudi zaveda grozeče normanske nevarnosti.
- Normandijski vojvoda Viljem II. si v vojvodini Normandiji z zatrtjem upornih baronov zaščiti pravico do vojvodstva. Ker se čuti francoski kralj in dosedanji Viljemov zaveznik Henrik I. ogrožen, izrabi nezadovoljstvo baronov proti Viljemu.
- Po uspelem atentatu na toskanskega mejnega grofa Bonifacija III. postane novi mejni grof njegov sin Friderik.
- Umrlega savojskega grofa Amadeja I. nasledi mlajši brat Oton.
- Puščavsko nomadsko ljustvo Banu Hilal popolnoma porazi ziridsko dinastije v Ifrikiji, ki se uspe obdržati zgolj kot obalna žepna kraljevina.
- Seldžuki zavzamejo perzijski Isfahan. Z osvojitvijo Perzije se med Seldžuki vzpostavi mešana turško-perzijska kultura. Perzijščina postane uradni jezik imperija, arabščina jezik učenjakov, turščina z močnimi primesmi prejšnjih dveh jezikov pa ostane jezik vsakdanje rabe.
- Bizantinci ponovno odvzamejo Edeso Arabcem.

## Rojstva
- 23. maj - Filip I., francoski kralj († 1108)
- Ditrik V., holandski grof († 1091)
- Konrad II., bavarski vojvoda († 1055)
- Milarepa, tibetanski budistični jogi, filozof, pesnik († 1135)

## Smrti
- 6. marec - Ema Normandijska, druga žena angleškega kralja Ethelreda (* 985)
- 6. maj - Bonifacij III., toskanski mejni grof (* 985)
- 2. junij - Guaimario IV., salernijski knez (* 1013)
- 4. oktober - Vladimir II., novgorojski knez (* 1020)

Neznan datum
- Amadej I., savojski grof
- Božena, češka kneginja žena (* ni znano)
- Fan Zhongyan, kitajski državnik in učenjak (* 989)